# Ищенко, Александр Александрович
Александр Александрович Ищенко (26 августа 1950 — 31 июля 2024) — советский и украинский ученый, доктор химических наук, профессор, академик НАН Украины (2021).

## Биография
Родился 26 августа в поселке Песковка Киевской области.
В 1973 году окончил химический факультет Киевского государственного университета имени Тараса Шевченко.
Работал в Институте органической химии АН УССР (НАН Украины): инженер (1973—1977), старший инженер (1977—1979), младший научный сотрудник (1979—1983), старший научный сотрудник (1983—1989), с 1989 года — ведущий научный сотрудник, с 2005 года начальник отдела цвета и строения органических соединений.
Одновременно преподавал в Киевском национальном университете имени Тараса Шевченко.
В 1980 году защитил кандидатскую диссертацию:
- Химическое строение и ширина полос поглощения цианиновых красителей : диссертация … кандидата химических наук : 02.00.03. — Киев, 1980. — 175 с. : ил.

В 1991 г. защитил докторскую диссертацию «Строение и спектрально-люминесцентные свойства полиметиновых красителей». В 1998 году присвоено звание профессора.
Академик НАНУ (2021). Лауреат премии НАН Украины им. И. Киприанова (1997).
Научные направления: изучение электронного строения, спектроскопии, фотоники органических красителей, разработка преобразователей световой энергии для лазерной техники, голографических регистрационных сред, фотовольтаики и медицины.
Основал новое научное направление — «фотоника ионных пар полиметинов». Впервые проанализировал формы электронных полос полиметиновых красителей, что позволило получить информацию о селективности их поглощения, установить связь с строением красителей и выявить факторы, определяющие данные связи.
Автор нескольких запатентованных научных изобретений.

## Сочинения
- А. А. Ищенко, «Строение и спектрально-люминесцентные свойства полиметиновых красителей», Усп. хим., 60:8 (1991), 1708—1743
- А. А. Ищенко, «Лазерные среды на основе полиметиновых красителей», Квантовая электроника, 21:6 (1994), 513—534
- А. В. Кулинич, А. А. Ищенко, «Мероцианиновые красители: синтез, строение, свойства, применение», Усп. хим., 78:2 (2009), 151—175
- И. В. Курдюкова, А. А. Ищенко, «Органические красители на основе флуорена и его производных», Усп. хим., 81:3 (2012), 258—290
- Г. В. Булавко, А. А. Ищенко, «Органические фотовольтаические структуры с объемным гетеропереходом: дизайн, морфология и свойства», Усп. хим., 83:7 (2014), 575—599
- А. А. Ищенко, И. В. Курдюкова, М. В. Богданович, С. Л. Бондарев, А. А. Романенко, А. Г. Рябцев, Г. И. Рябцев, «Электронное строение и спектрально-флуоресцентные свойства лазерных красителей тиопирило-4-трикарбоцианинов», Оптика и спектроскопия, 129:7 (2021), 862—870